# Rudolf Wagner (SS-Mitglied)
Rudolf Wagner (Schreibweise auch Rudolph Wagner; * 29. Juni 1913 in Schönwald; † 15. März 1943 an der Ostfront gefallen) war deutscher SS-Hauptsturmführer sowie Leiter der Standortverwaltung im KZ Dachau und KZ Auschwitz.

## Leben
Rudolf Wagner, ausgebildeter Kaufmann, gehörte ab 1931 der NSDAP (Mitgliedsnummer 812.393) und ab Anfang November 1932 der SS (Mitgliedsnr. 104.377) an. Ab März 1934 leistete Wagner Dienst bei der Wachkompanie des KZ Dachau und leistete danach einen Führerlehrgang an der SS-Verwaltungsschule Dachau ab. Danach war Wagner bis zum 10. November 1939 Verwaltungsführer im KZ Dachau. Anschließend wurde Wagner bei der 3. SS-Panzerdivision Totenkopf eingesetzt und nahm mit dieser an Kampfhandlungen in Holland und Norwegen teil. Vom 1. Oktober 1940 bis zum 15. Juli 1942 war Wagner Leiter der Standortverwaltung im KZ Auschwitz. Anschließend wurde Wagner wieder Angehöriger einer SS-Division und starb Mitte März 1943 bei Kampfhandlungen an der Ostfront.